# Champsaur

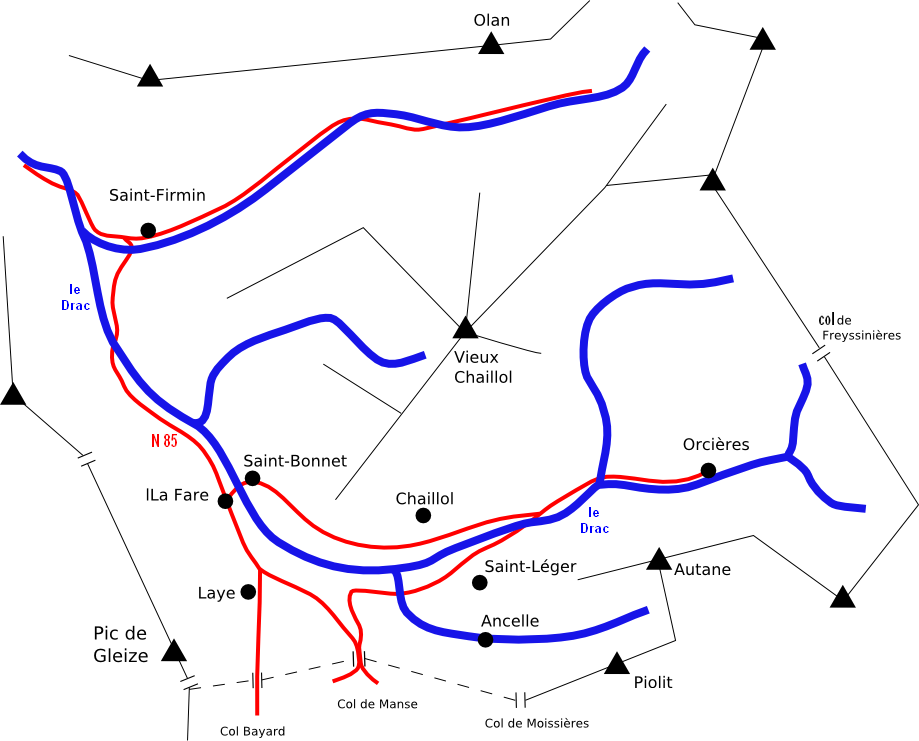
Carta schematica del Champsaur.

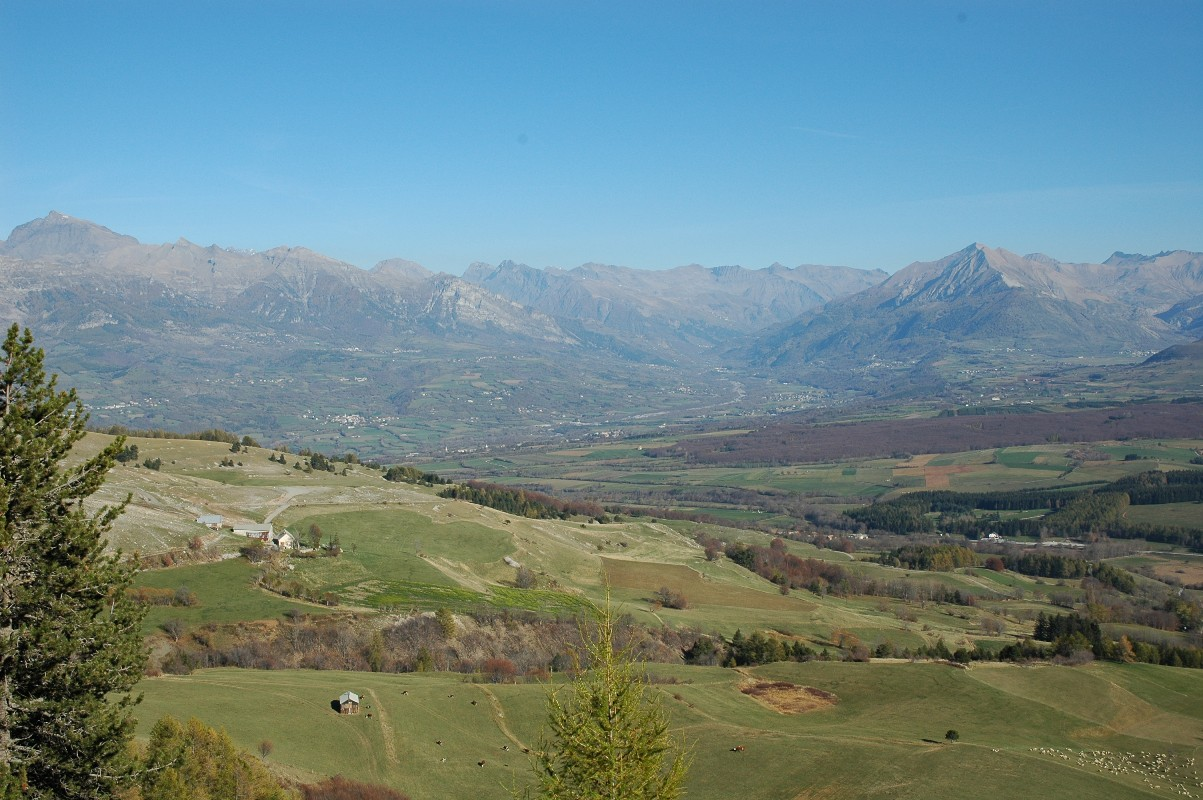
Vista panoramica

Il Champsaur è formato dall'alta valle del Drac nel dipartimento francese delle Alte Alpi.
Si estende dalle sorgenti del Drac fino all'uscita dalle Alte Alpi in corrispondenza del Lago del Sautet.
Anche la Valgaudemar è solitamente considerata parte del Champsaur.
Il Massiccio del Champsaur, con la sua montagna più significativa: il Vieux Chaillol, si trova inglobato nel territorio.

## Comuni
I comuni principali del Champsaur sono:
- Ancelle
- Champoléon
- La Fare-en-Champsaur
- La Motte-en-Champsaur
- Laye
- Orcières
- Saint-Bonnet-en-Champsaur
- Saint-Eusèbe-en-Champsaur
- Saint-Léger-les-Mélèzes
- Saint-Jean-Saint-Nicolas
- Saint-Julien-en-Champsaur